# Casa Salvestrini
La casa Salvestrini è un antico palazzo nobiliare di San Gimignano situato in piazza della Cisterna.
L'alto palazzo, situato dirimpetto al pozzo dell'acqua che dà il nome alla piazza, era anticamente chiamato palazzo Braccieri, già adibito a Spedale di Santa Maria della Scala (lo stesso nome dell'illustre istituzione senese). Si occupava dell'assistenza ai pellegrini che transitavano lungo la via Francigena, per questo era chiamato anche "pellegrinaio". Nel 1556 entrò sotto la giurisdizione dello Spedale degli Innocenti fiorentino, ne prese il nome e come esso si specializzò nell'assistenza ai trovatelli.
Dal 1918 è occupato da un albergo.
La struttura risale al Duecento, come la maggior parte degli edifici della pizza, ed è caratterizzata da un paramento a laterizio con rinforzi in pietra agli spigoli e buche pontaie. Al pian terreno si aprono due portali gemelli con archi a tutto sesto incorniciati da estradossi ogivali, mentre ai piani superiori si allineano tre file di monofore (due per piano); all'ultimo piano sono presenti due aperture rettangolari.
Lo spigolo destro si appoggia a palazzo Razzi dove anticamente esisteva una torre, come suggerisce il solido spigolo in pietra che borda l'ultimo piano.